# Хжонхувек
Хжонхувек (пол. Chrząchówek) — село в Польщі, у гміні Конськоволя Пулавського повіту Люблінського воєводства.
Лежить на річці Куровці біля села Курів.
Населення — 458 осіб (2011).

## Демографія
Демографічна структура станом на 31 березня 2011 року:
|          | Загалом | Допрацездатний вік | Працездатний вік | Постпрацездатний вік |
| -------- | ------- | ------------------ | ---------------- | -------------------- |
| Чоловіки | 233     | 56                 | 147              | 30                   |
| Жінки    | 225     | 47                 | 120              | 58                   |
| Разом    | 458     | 103                | 267              | 88                   |